# Čížovka
Čížovka je částí obce Kněžmost v okrese Mladá Boleslav ve Středočeském kraji. Nachází se přibližně tři kilometry východně od Kněžmostu. Nadmořská výška Čížovky je 300 metrů. Vesnicí vede silnice III/2684. Většina Čížovky leží v katastrálním území Malobratřice o výměře 3,52 km²; pouze severní chatová osada patří do katastrálního území Suhrovice o výměře 4,25 km².

## Historie
První písemná zmínka o vesnici pochází z roku 1629. Byla založena současně se zaniklou vsí Suchý Důl před rokem 1615 v místě vykáceného lesa. Patřila pod panství Horní Malobratřice.

## Rozhledna Čížovka
Na podzim v roce 2012 byla zahájena výstavba nové rozhledny. V roce 2013 byla dokončena hrubá stavba. V únoru 2017 byla rozhledna slavnostně otevřena. Základní údaje o rozhledně: výška 39 metrů (ochoz 35 metrů), půdorys čtvercový 8,6 × 8,6 metru.

## Další fotografie

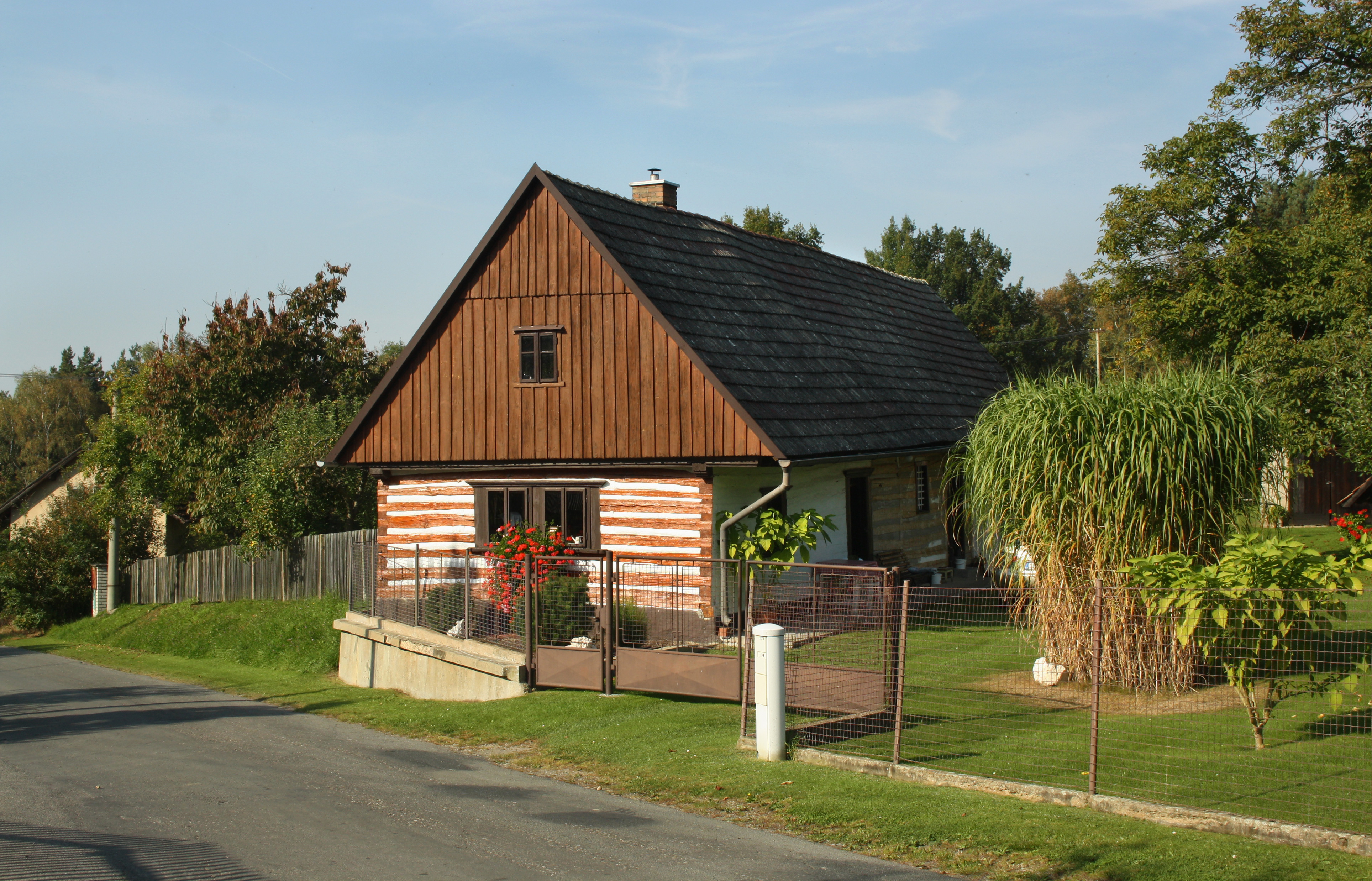
Chalupa u silnice
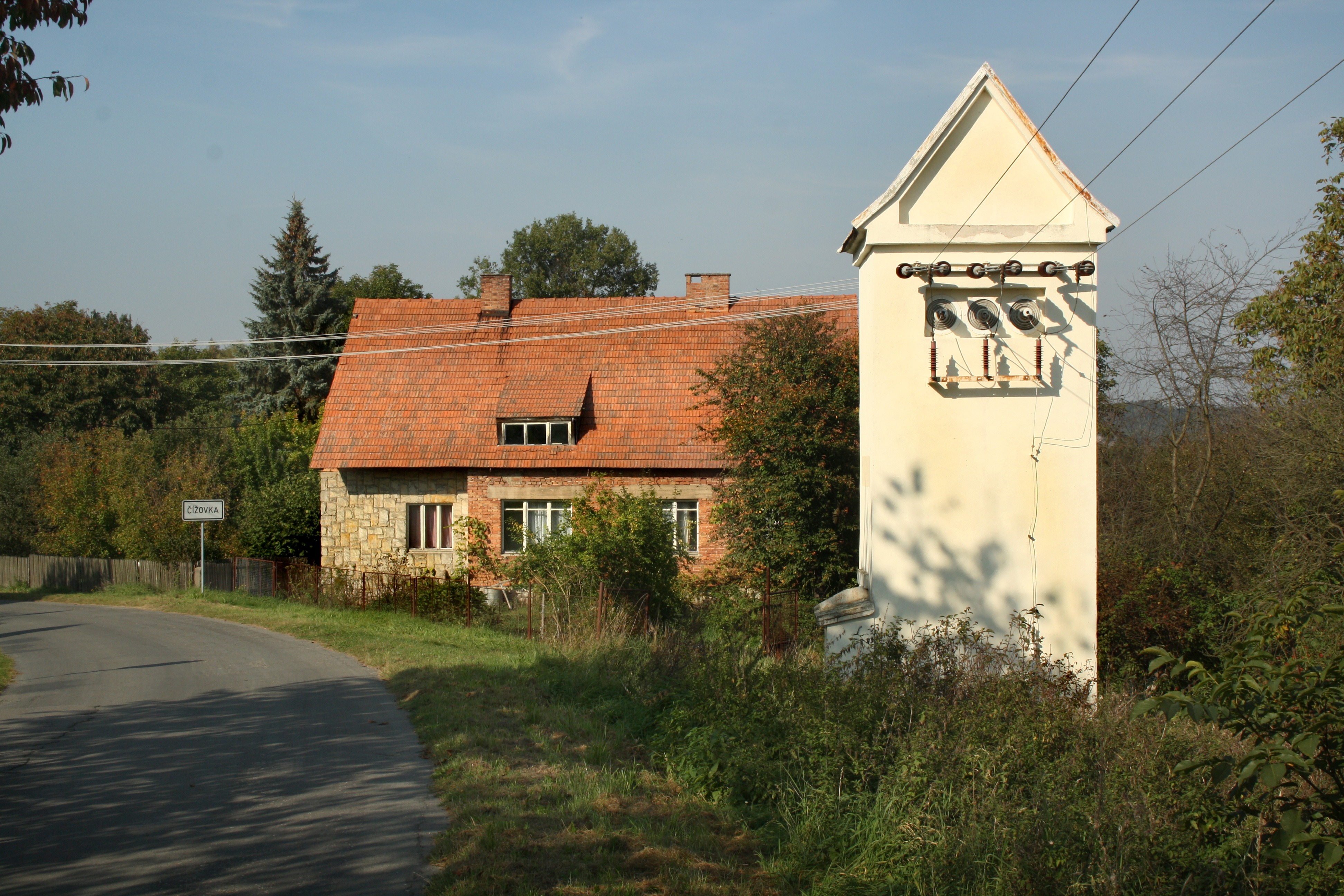
Transformátor na východě vesnice